# 瓦曼吉利亞區
瓦曼吉利亞區（西班牙語：Distrito de Huamanguilla），是秘魯的一個區，位於該國中南部阿亞庫喬大區的萬塔省，面積88平方公里，海拔高度3,276米，2005年人口4,812，人口密度每平方公里55人。